# Dicrurus ludwigii
Dicrurus ludwigii е вид птица от семейство Dicruridae.

## Разпространение
Видът е разпространен в Ангола, Бенин, Камерун, Централноафриканската република, Република Конго, Демократична република Конго, Кот д'Ивоар, Габон, Гамбия, Гана, Гвинея, Гвинея-Бисау, Кения, Либерия, Малави, Мозамбик, Нигерия, Сенегал, Сиера Леоне, Сомалия, Южна Африка, Южен Судан, Судан, Свазиленд, Танзания, Того, Уганда, Замбия и Зимбабве.